# Université de Qom
L’université de Qom (en persan : دانشگاه قم) est une université publique basée à Qom, en Iran.